# Danzô Shimura
Pour les articles homonymes, voir Shimura.
 (juin 2024).
Danzô Shimura (志村ダンゾウ, Shimura Danzō) est un personnage du manga Naruto créé par Masashi Kishimoto. Il porte des bandages sur son visage, qui lui couvrent l'œil droit ainsi qu'une cicatrice au menton. Il est toujours vu vêtu d'une tunique noire lui couvrant la partie droite du haut du corps et masquant notamment son bras droit, que l'on peut toutefois deviner sous l'étoffe.
Il a créé une division d'entraînement indépendante au sein de l'organisation ANBU, appelé la division « Racine », dont il est le chef.
Danzô est celui qui recommande Saï au conseil pour intégrer l'équipe 7 de Naruto et Sakura, alors que Sasuke a déserté et que Kakashi est à l'hôpital (à la suite de son utilisation de Kamui en poursuivant Deidara avec Naruto).
Il fait partie avec Homura et Koharu du trio de l'équipe dirigeante (le « conseil des sages ») qui appuie (et manipule parfois dans l'ombre) les Hokage de Konoha depuis le troisième.
À la suite du coma de Tsunade, le daimyo du Pays du Feu le désigne Candidat au poste du 6e Hokage (六代目火影候補, Rokudaime Hokage Kōho). Il assume alors les responsabilités de Hokage jusqu'à sa mort à la fin du « Conseil des cinq Kage ».

## Profil

### Histoire

#### Jeunesse
Une partie de la jeunesse de Danzô est explorée dans un flashback au moment de sa mort. Dans sa jeunesse, il était souvent en compétition avec le jeune Hiruzen Sarutobi, mais ce dernier avait toujours une longueur d'avance sur lui. Les deux jeunes hommes venaient respectivement des clans Shimura et Sarutobi, les premiers clans à s'être ralliés aux Senju et aux Uchiwa pour former Konoha. Alors que l'équipe de Danzô et celle de Hiruzen, accompagnées du deuxième Hokage, étaient entourées par des ennemis sans aucune chance d'en réchapper, Danzô voulait se proposer pour faire diversion, mais Hiruzen le prendra de vitesse. Tobirama Senju prendra finalement le rôle de diversion, donnant la charge de Hokage à Hiruzen. Depuis lors, Danzô se considère comme la racine sous la terre, tandis que Hiruzen représente la feuille au soleil.

#### L'ANBU Racine
Après sa défaite contre Hiruzen Sarutobi pour la place de troisième Hokage, Danzô créa la Racine composée d'ANBU à sa solde, pour lutter contre le Hokage. Sa section est démantelée sur ordre du Hokage, mais elle continue ses opérations en secret.
Danzô contrôle tous les ninjas de la racine, en leur imposant un sceau sur la langue, les empêchant littéralement de parler (volontairement, ou soumis à la torture ou à un sérum de vérité) à quiconque de tout ce qui touche à la Racine (s'ils commencent à vouloir parler, les ANBU de la racine se retrouvent paralysés).
Les ninjas de la Racine sont connus pour avoir subi le même entraînement que les élèves de l'académie du village de Kiri du temps du 4e Mizukage, quand le village était appelé le « Village de la Brume sanglante ». Cet entraînement consiste à faire des combats à mort entre élèves qui se sont côtoyés comme amis un certain temps. Ainsi, Yamato pensait que Saï avait tué le camarade qu'il appelait son « grand frère ».
Cet entraînement est censé leur ôter toute trace d'« émotions ». Ainsi, les ninjas de la racine ne ressentent ni amour, ni haine, ni colère, ni tristesse, ni joie. Quand ils sont en contacts avec des ninjas « normaux », cela leur pose d'énormes problèmes de sociabilité, et retrouver leurs émotions est un chemin long et difficile.

#### Le Conseil des cinqkage
(Début au chapitre 457)
Un « Conseil des cinq Kage » est demandé par A, le 4e Raikage du village de Kumo, lorsque celui-ci apprend l'attaque et l'enlèvement de son frère Killer Bee par Sasuke et son équipe Taka, en service commandé pour Akatsuki.
Ce sommet se déroule au Pays du Fer, sous l'autorité de médiation de Mifune. Il accueille, en plus de l'hôte et modérateur, les kage respectifs de Kiri (Mizukage Mei Terumi, Pays de l'Eau), de Konoha (Hokage Danzô, Pays du Feu), de Kumo (Raikage A, Pays de la Foudre), d'Iwa (Tsuchikage Oonoki, Pays de la Terre) et de Suna (Kazekage Gaara, Pays du Vent).
En cours de route, Danzô est attaqué par des ANBU du Pays du Bois, dont il se défait sans peine, dévoilant à cette occasion pour la première fois le Sharingan dans son œil droit (volé à Shisui Uchiwa).
À la table des concertations, l'atmosphère est tout de suite tendue par la position de chacun semblant d'abord individualiste et méfiante envers tous les autres. Les révélations et les accusations fusent : l'utilisation intensive des services d'Akatsuki par le Pays de la Terre, la naissance de cette organisation mercenaire au sein du Pays de l'Eau sous le règne du troisième Mizukage, alors manipulé par Madara Uchiwa, la trop grande jeunesse et l'idéalisme de Gaara (qui propose à chacun d'oublier ses différends pour aller de l'avant), etc. et finalement la manipulation de Mifune par Danzô (grâce au Sharingan).
Finalement tous acquiescent à la constitution d'une alliance. D'abord proposé comme dirigeant de cette alliance par Mifune du fait qu'actuellement seul Konoha détient encore un bijū (Kyûbi scellé en Naruto, Hachibi étant alors considéré par tous comme capturé par Akatsuki), Danzô se voit en fait accusé de malhonnêteté par le Raikage. Ce dernier considère que son village n'a jamais frayé avec Akatsuki, et qu'il est donc le plus à même d'assumer cette charge ; pour autant Mifune le dénie en lui reprochant une trop grande impulsivité incompatible avec le commandement stratégique d'une aussi grande coalition.
Lors du « Conseil des cinq Kage » le Raikage qualifie Danzô d'« incarnation du côté obscur du monde ninja ». Ce dernier utilise un dōjutsu pour manipuler le modérateur de la rencontre, mais est démasqué par le Byakugan d'Ao, qui a reconnu le chakra de Shisui Uchiwa… lequel aurait déjà été utilisé pour manipuler l'esprit du quatrième Mizukage.
Enfin vient l'intervention de la moitié blanche de Zetsu, suivie de peu par celle de Taka. Danzô ne tarde pas à fuir avec ses deux gardes du corps. Dès lors que cet abandon est remarqué, il est considéré de tous ceux présents comme un traître et indigne de confiance ; il sera poursuivi par Ao qu'il tentera de piéger afin d'en récupérer le Byakugan, pendant que Tobi déclenche la quatrième grande guerre ninja après avoir expliqué aux autres kage son plan de l'« œil de la Lune ».
Danzô en fuite, le village de Konoha n'est plus représenté. Gaara propose à l'alliance de nommer un représentant temporaire de confiance : Kakashi Hatake, qui est retenu comme « hokage intérimaire ». Le raikage et ses gardes du corps décident d'aller à la rescousse de son jeune frère Killer Bee, à la suite de l'aveu de Madara concernant l'échec de Taka pour la capture de Bee.

#### Décès
À la suite de sa fuite du « Conseil des cinq kage », Danzô et ses gardes du corps sont rattrapés par Tobi qui met les deux gardes du corps hors combat et fait combattre Danzô face à Sasuke. Ce dernier cherche à venger son frère, et Danzô convoite les yeux du jeune Uchiwa. Dans un long combat, Danzô révèle son réel potentiel ainsi que son kinjutsu « Izanagi » au grand jour. En lui faisant croire par une illusion que sa technique était toujours activée, Sasuke le transpercera de son katana à un moment où il est vulnérable. Sentant la mort venir, Danzô libère le pouvoir du premier hokage et réactive celui du Sharingan de Shisui Uchiwa. Il prend Karin en otage et se fera transpercer avec elle par la lance des mille oiseaux (Chidori eisō) de Sasuke. Juste avant de mourir, il tentera de sceller dans son corps Sasuke et Madara via le Sceau des quatre symboles inversés, sans succès, mais parviendra à détruire l'œil de Shisui Uchiwa, convoité par Tobi. Au moment de mourir, il se remémore certains moments avec son rival Hiruzen, qu’il n’a jamais pu dépasser, et se demande ce que ce dernier pouvait bien penser de lui.

#### Intrigues
Même s'il n'est présenté que dans la seconde partie du manga, Danzô est mêlé à de nombreuses intrigues liées à l’histoire de Konoha et aux protagonistes de la série.

##### Le destin des Uchiwa
À l'époque du Sandaime, c'est le conseil des sages, qui informé par Itachi du coup d'État fomenté par les Uchiwa, a décidé du massacre de ceux-ci et donné cette douloureuse mission au jeune agent double ; Sasuke ne devant son salut que grâce à l'intervention du 3e Hokage et à l'amour que lui portait Itachi.
Itachi a obtenu que son petit frère ne soit pas touché de Danzô et du 3e Hokage, et une fois ce dernier mort, a fait une réapparition au village dans le but (selon Tobi) de rappeler à Danzô qu'il était toujours en vie et que ce dernier n'avait pas intérêt à toucher à Sasuke.
Au moment où cette nouvelle est annoncée par Tobi à Sasuke, Danzô devient une des cibles principales du jeune Uchiwa et de son équipe Taka.
Dans un épisode hors-série, traitant du massacre du clan Uchiwa et de la réaction du village, il est montré qu'Itachi a menacé Danzô en se faisant passer pour un de ses subordonnés la nuit même du massacre. Il est aussi montré que c'est cette même nuit que l'ANBU Racine a été officiellement dissoute par le 3e Hokage.

##### La puissance de Kyûbi
Le conseil des sages agit plusieurs fois dans le manga pour éviter que Naruto ne quitte le village ou se mette en danger, allant jusqu'à tenir tête à Tsunade.
Lorsque Naruto sera en formation pour maîtriser le mode ermite, Danzô tuera le crapaud messager censé prévenir Naruto et Fukasaku de l'attaque de Konoha par Pain. En effet, la destruction de Konoha et de Tsunade rentre dans ses plans pour le futur (Jiraya mort et Naruto coincé chez les crapauds, plus rien ne lui barrerait le chemin pour être le nouvel Hokage).
Selon Tobi, Danzô a récupéré le pouvoir des Uchiwa et des Senju afin de pouvoir contrôler la puissance de Kyûbi.

##### L'alliance avec Ame
On apprend par les discussions entre Nagato et Naruto qu'après la guerre entre Ame et Konoha, il s'est allié à Hanzô pour tendre une embuscade au groupe de rebelles formé par Yahiko, Nagato et Konan. Son but étant toujours le même, il comptait aider Hanzô à garder la main sur Ame en échange d'une aide pour devenir Hokage (par la force probablement). Il est donc indirectement responsable de la mort de Yahiko et une des cibles principales de la haine de Pain envers Konoha.
Un épisode hors-série de l’anime développe ces événements ; on y voit Danzô piéger à la fois Hanzô en lui faisant croire qu’Akatsuki avait tué des ninjas d’Ame, et Yahiko, en se faisant passer pour un messager de Hanzô nommé Kanzô (カンゾウ, Kanzō) apportant une invitation pour négocier un traité de paix.

##### Intrigant pour la charge deHokage
Après avoir été longtemps éloigné du fauteuil de Hokage, Danzô ordonne à ses troupes de ne pas combattre durant l’invasion de Pain, dans l’espoir que cette attaque mette fin au règne de Tsunade. Tsunade ayant utilisé trop de chakra pour soigner les villageois, et étant tombé en coma léthargique, elle ne peut plus assurer son rôle de Kage, et Danzô parvient enfin à son but. Le Seigneur du Pays du Feu décide de nommer Danzô sixième hokage. Aussitôt nommé, Danzô classe Sasuke Uchiwa en tant que ninja renégat, et ordonne son exécution à vue.
Après avoir tenté discrètement d'influer sur le choix de la tête de l'union des grands pays ninja grâce à une technique, il est découvert par Ao et fuit la réunion des kage, se faisant de fait destituer de la charge.
Un épisode hors-série de l’anime raconte une tentative plus ancienne de Danzô pour obtenir le poste de Hokage ; peu de temps après la mort de Minato, lorsque’Hiruzen récupère son ancien poste, il envoie plusieurs membres de la Racine pour tenter de l’assassiner lors d’une rencontre avec le daimyo. La tentative échoue, grâce à Kakashi, et Hiruzen se présente devant Danzô, lui laissant entendre qu’il est au courant, mais lui pardonne à la condition qu’il dédie sa vie à la protection de Konoha.

##### La recherche des connaissances d'Orochimaru
Au chapitre 454, Danzô ordonne à ses ANBU de retrouver Kabuto avant Anko (qu'il veut éliminer). Il pense qu'il sait « pour lui et Orochimaru » et dit à ses gardes de retrouver Kabuto pour ses recherches médicales, en vue d’améliorer les capacités de son œil et de son bras droit. Orochimaru et ses connaissances scientifiques seraient donc les seuls à pouvoir le « guérir » ou bien faire quelque chose pour ces parties de son corps.
Selon Tobi, Danzô a un lien avec Orochimaru, celui-ci ayant semble-il contribué à l'obtention par Danzô du mokuton.
D'après les épisodes hors-série sur la période durant laquelle Kakashi était ANBU, Danzô était au courant de la plupart des expériences d'Orochimaru. Il envoie Kinoe, pour assister Orochimaru et l'aider a fuir le Pays du Feu lorsque ses expériences sont découvertes par le 3e Hokage.

##### La récupération du Sharingan
Danzô possède le Sharingan dans son œil droit, et l'on apprend que ce Sharingan a été transplanté de Shisui Uchiwa, le dōjutsu de Shisui étant un des plus puissants existant qui lui permettait de pénétrer l'esprit d'une personne et de la manipuler à sa guise, sans même qu'elle ne puisse le remarquer, comme on pourrait le penser de  Mifune.
Il possède sur son bras droit un sceau protégé par une coque métallique vissée. Il s'est greffé sur ce bras protégé dix yeux possédant le Sharingan.
D’après un épisode hors-série de l’anime, Danzô avait tenté du temps où Kakashi était ANBU, de le faire assassiner pour récupérer son Sharingan afin de remplacer celui qu’il avait alors et qui donnait des signes de faiblesse à la suite d'une utilisation excessive ; il avait chargé deux membres de la Racine, dont Yamato alors connu sous le nom de code Kinoe (甲) de cette mission. Après l'échec de la mission dû au fait que Kinoe a développé une relation amicale avec Kakashi et refusé de le tuer quand il en avait l’occasion, Danzô tente de se débarrasser de son poulain en activant son sceau sur la langue ; à la suite de l'intervention de Kakashi, puis du 3e Hokage, Kinoe quitte la Racine et intègre l’« équipe Ro » (ロ班, Ro-Han) de l’ANBU servant directement sous les ordres du Hokage, avec Kakashi comme capitaine et comme nouveau nom de code « Tenzô ».

### Personnalité
C'est un partisan de la guerre et de l'application d’une doctrine plus ferme dans le village de Konoha. Par le passé, il fut un opposant d'Hiruzen Sarutobi, qu’il considère depuis qu’ils sont genin comme un rival à dépasser, et convoitait le poste de 3e Hokage, mais sans l'obtenir.
Il déteste également Tsunade, uniquement parce qu'elle est la petite-fille du premier Hokage et l'élève d'Hiruzen Sarutobi.
Son but est la « destruction de Konoha sous sa forme actuelle », et il met tout en œuvre pour l'atteindre, n'hésitant pas à conspirer et à assassiner pour cela, mais il considère cependant toujours agir dans l’intérêt du village, qu’il place avant tout.
Il semble avoir une grande influence sur le conseil des sages de Konoha. C'est un personnage assez mystérieux, calme et manipulateur.

### Capacités
Nature du chakra: Fûton, Mokuton

#### Fūton
L'affinité principale de Danzô est le vent (fūton : art de maîtriser le vent) : on constate qu'il utilise un arsenal de techniques basées sur cet élément durant ses combats. Il peut insuffler du chakra fūton dans une lame (comme un kunaï), ce qui la rallonge et la rend plus perforante, elle peut ainsi trancher plusieurs adversaires.

#### Invocation
Danzô peut invoquer un baku géant qui peut créer un grand courant d'aspiration de sa bouche en rejetant l'air par sa trompe.

#### Mokuton
Danzô est capable d'utiliser le ninjutsu élémentaire Mokuton,, en se servant de cellules greffées sur son épaule droite (où est accolé un visage), appartenant à feu Hashirama Senju (le Shodai Hokage).
On le voit l'utiliser lors de son combat contre Sasuke où il révèle l'aspect de son bras droit et crée des arbres pour se protéger des attaques du jeune Uchiwa.

#### Sharingan
Danzô possède dix Sharingan sur le bras droit enfermés par un sceau métallique les protégeant. Une fois le sceau libéré, Danzô peut les utiliser pour activer la technique « Izanagi ».
Danzô possède également implanté dans son œil droit le Sharingan de Shisui Uchiwa. Ce Sharingan possède la faculté d'entrer dans l'esprit de l'adversaire et de le contrôler de manière indécelable pour ce dernier.

#### Sceaux
Danzô utilise un sceau qui lui permet de garantir le secret absolu de la Racine, en l'appliquant sur la langue de ses subordonnés de l'ANBU Racine. Si l'un d'entre eux dévoile quoi que ce soit de compromettant sur sa faction, le sceau paralyse le shinobi qui ne peut ni bouger ni parler.
Danzô peut également utiliser un sceau pour paralyser directement une personne. Il est néanmoins possible de rompre ce sceau (par la puissance de la technique Susanô par exemple).
Pour protéger les Sharingan de son bras, Danzô possédait un sceau représenté sous la forme de pièces métalliques vissées autour de son bras.
Danzô a prévu de pouvoir éventuellement, au moment de sa mort, sceller toute personne proche de lui dans son corps. Il tente de l'utiliser sur Sasuke Uchiwa et Tobi.

## Techniques
- Sharingan (写輪眼?, litt. « œil copieur tournoyant »)
C'est le dōjutsu du clan Uchiwa. Danzô révèle son Sharingan dans le Chapitre 455 au début d'un combat. Son Sharingan (simple) possède les trois branches du tomoe, mais semble légèrement différent des autres vus jusqu'à présent (grosse pupille, veines…). Ce Sharingan a été volé à Shisui Uchiwa d'après Ao.
- Fūton  - Le Souffle divin (風遁・神の息, Fūton - Kami no iki?)
Danzô exécute une série de quatre signes, puis projette un souffle puissant capable de tuer plusieurs adversaires.
- Fūton - Les sphères sous-vide (風遁・真空玉, Fūton - Shinkūgyōku?)
Danzô exécute un mudrā, puis souffle plusieurs lames de vents.
- Fūton - La vague de vide (風遁・真空波, Fūton - Shinkūha?)
Danzô souffle une grande lame de vent en forme de croissant.
- Izanagi (イザナギ?)
Cette technique de Danzô est décrite par Tobi comme un « Dōjutsu interdit, même au sein du clan Uchiwa »[12].
Elle permet, par le sacrifice d'un Sharingan de transformer la réalité en genjutsu : tout ce qui arrive à l'utilisateur (blessures, mort…) durant une soixantaine de secondes est transformé en illusion[15]. L'utilisateur peut cependant durant ce temps continuer d'agir dans la réalité, lui procurant ainsi un corps pouvant attaquer normalement mais invulnérable durant le temps que dure la technique. Danzô possédant dix Sharingan sur son bras, il peut prolonger l'effet de la technique jusqu'à ce que tous les yeux soient fermés. Comme il ne connaît pas exactement la durée de chaque œil, cela l'oblige à vérifier constamment l'état des yeux sur son bras. Sasuke en profite pour le piéger avec un genjutsu lui faisant croire que le dernier œil est toujours ouvert[16].
D’après Tobi, Danzô n’utilisait pas cette technique à son plein potentiel, car il ne savait pas correctement maîtriser le pouvoir des Uchiwa et des Senju.
- Fūton - La grande sphère sous-vide (風遁・真空大玉, Fūton - Shinkū daigyṑku?) [15]
Danzô envoie une puissante boule de vent sur son adversaire.
- Technique d’invocation (口寄せの術, Kuchiyose no jutsu?)[15]
Danzo peut invoquer un tapir géant pouvant absorber tout ce qui se trouve autour de lui.
- Fūton - Déferlantes de vide (風遁・真空連波, Fūton - Shinkūrenpa?)[15]
Danzô crée une vague d'air, qui combinée à l'aspiration de son tapir arrive à percer la défense de Susanô.
- Fūton - La lame de vide (風遁・真空刃, Fūton - Shinkūjin?)
Danzô associe le chakra du vent avec ses amis pour transpercer son adversaire.
- Sceau des quatre anti-éléments (裏四象封印術, Ura shishō fuin jutsu?)
Danzô libère un sceau sur son torse, créant une sphère qui scelle dans son corps toute existence humaine proche ; cette technique cause la mort de l'utilisateur. Danzô l'utilise contre Sasuke et Tobi au moment de mourir, mais ces derniers parviennent à y échapper.